# Роденберг
Роденберг (њем. Rodenberg) град је у њемачкој савезној држави Доња Саксонија. Једно је од 38 општинских средишта округа Шаумбург. Према процјени из 2010. у граду је живјело 6.216 становника. Посједује регионалну шифру (AGS) 3257032.

## Географски и демографски подаци
Роденберг се налази у савезној држави Доња Саксонија у округу Шаумбург. Град се налази на надморској висини од 69 метара. Површина општине износи 15,6 km². У самом граду је, према процјени из 2010. године, живјело 6.216 становника. Просјечна густина становништва износи 398 становника/km².